# Colonia eritrea
La Colonia eritrea (o Eritrea italiana) fu la prima colonia del Regno d'Italia in Africa.
La Colonia primogenita, come fu anche chiamata, aveva gli stessi confini dell'attuale Eritrea.

## Storia
La vicenda storica della colonia dell'Eritrea ebbe inizio con l'acquisizione ufficiale della baia di Assab nel 1882 da parte dell'Italia e si concluse ufficialmente col trattato di pace del 1947, quando l'Italia dovette rinunciare a tutte le sue colonie.

### Occupazione di Assab e creazione della colonia

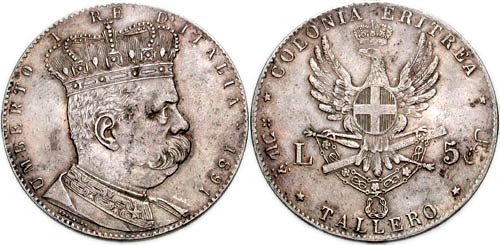
Il Tallero d'Eritrea coll'effigie del Re Umberto I, moneta usata in Eritrea dal 1890 al 1921

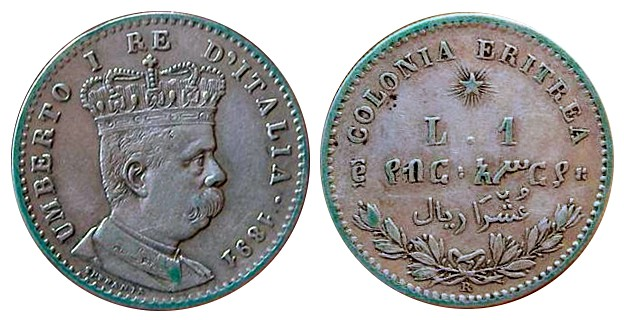
Moneta da una Lira per la Colonia Eritrea Anno: 1891, coll'effigie del Re Umberto I

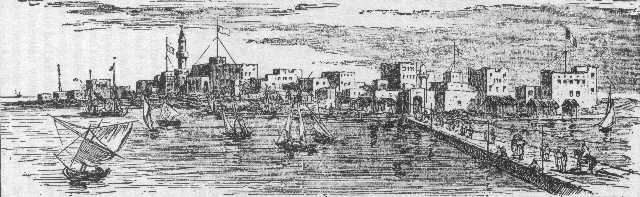
Massaua nel XIX secolo

L'inizio della colonizzazione italiana si ebbe nel novembre 1869 con il diplomatico (ex padre lazzarista) Giuseppe Sapeto, che avviò le trattative per l'acquisizione da parte dell'armatore Raffaele Rubattino della baia, allo scopo di farne un porto di servizio alle sue navi. Il governo egiziano contestò tale acquisizione e rivendicò il possesso della baia: da ciò seguì una lunga controversia che si concluse solo nel 1882.
Il 10 marzo 1882 il governo italiano acquistò il possedimento di Assab, che il 5 luglio dello stesso anno diventò ufficialmente italiano. Il 5 febbraio 1885 (in seguito al ritiro egiziano dovuto alle vicende della rivolta mahdista e in accordo con la Gran Bretagna) fu occupata l'importante città portuale di Massaua (che divenne capitale provvisoria del possedimento d'oltremare) e il controllo italiano si estese nell'entroterra (occupazione di Asmara, nel 1889), nonostante la sconfitta nella battaglia di Dogali.
Nel 1890 (r.d.l. 1º gennaio 1890, n. 6592) l'Eritrea fu ufficialmente dichiarata colonia italiana, con capitale Massaua. Suo primo governatore fu il generale Baldassarre Orero, sostituito pochi mesi più tardi dal generale Antonio Gandolfi, uomo di fiducia di Francesco Crispi. Il nome di Eritrea (che richiamava il nome in greco antico del Mar Rosso su cui si affacciava, in sostituzione del precedente "Nuova Etiopia") fu idea dello scrittore Carlo Dossi, collaboratore di Crispi e primo ministro plenipotenziario nella nuova colonia.
Nel 1893 il Negus etiopico Menelik denunciò il trattato di Uccialli. L'Italia continuò la sua espansione verso l'entroterra (Axum, Macallè, Adua) e nel settembre 1895 si svolse la battaglia dell'Amba Alagi tra le truppe italiane e quelle etiopi, comandate dai Ras Makonnen, Alula e Mangascià.
Il 1º marzo 1896 gli italiani furono sconfitti ad Adua.
Col trattato di pace di Addis Abeba, che annullava il trattato di Uccialli, l'Italia riconobbe l'indipendenza dell'impero d'Abissinia e quest'ultimo riconobbe la colonia italiana d'Eritrea.
La massima espansione dei confini dell'Eritrea fu raggiunta agli inizi del 1896, quando il Governatore della colonia, Oreste Baratieri cercò di realizzare il progetto di occupazione dell'entroterra etiopico. Nel luglio 1894 aveva fatto occupare la città sudanese di Cassala, allora possedimento derviscio, mentre nel 1895 durante la campagna d'Africa Orientale, occupò ampie zone del Tigrè, comprendenti la città di Axum. A seguito della sconfitta nella battaglia di Adua, i confini della colonia ritornarono ad essere quelli stabiliti dal trattato e tali rimasero fino alla guerra d'Etiopia.
Primo governatore non militare fu Ferdinando Martini (1897-1907) a quel tempo convinto sostenitore della necessità per lo stato italiano di possedere colonie. A costui toccò il compito di ristabilire contatti pacifici con l'Etiopia, di migliorare i rapporti fra italiani e popolazioni indigene e di creare un corpo di funzionari che portasse avanti l'amministrazione della colonia. Fu grazie alla sua politica che la colonia ebbe degli Ordinamenti Organici e dei codici coloniali nel 1905.

### L'Eritrea durante il Fascismo

Stemma del Governo dell'Eritrea nell'AOI

Nel 1933 l'Eritrea italiana aveva un'estensione di 119 000 km² con una popolazione (dati 1928) di 510 000 abitanti indigeni, di cui circa un terzo cristiani copti, due terzi islamici, 34 700 cattolici. Gli europei presenti nella regione, quasi tutti italiani, erano 3 650. La capitale Asmara aveva 19 000 abitanti indigeni e circa 3 000 europei.
Durante il fascismo, la colonia fu oggetto di un progetto di modernizzazione, voluto inizialmente dal Governatore Jacopo Gasparini nel 1924, che cercò di tramutarla in un importante centro per la commercializzazione dei prodotti e materie prime.
Specialmente negli anni trenta, l'Eritrea fu la colonia maggiormente ammodernata: furono costruiti migliaia di km di strade e ponti, la ferrovia Massaua-Asmara e Asmara-Biscia (iniziata alla fine dell'Ottocento), il porto di Massaua potenziato, e le città furono sistemate anche con la creazione di numerosi quartieri italiani (ancora visibili). Il porto di Massaua divenne il principale e più attrezzato del Mar Rosso, essendo sede del "Comando Navale Africa Orientale Italiana" della Regia Marina.
Fino alla conquista dell'Etiopia, nel 1936, l'Eritrea fu la colonia con la più forte presenza di italiani . Nella colonia eritrea vi fu anche un notevole sviluppo del cattolicesimo, grazie ai numerosi missionari italiani che vi si trapiantarono. Nel 1940, anche grazie all'espansione della colonia nell'entroterra etiopico, il 60% degli abitanti dell'Eritrea, inclusi gli Italiani, era cristiano (ed il 33% cattolico). Tra il 1890 ed il 1941 numerose chiese cattoliche furono costruite in Eritrea, essendo la più rinomata la Cattedrale di Asmara consacrata nel 1922.
L'amministrazione italiana sviluppò i servizi ospedalieri e sanitari in Eritrea e favorì lo sviluppo dell'agricoltura specie nell'altopiano eritreo. Molti eritrei furono impiegati nelle fabbriche sviluppate dagli italiani negli anni trenta e tutte le città e villaggi eritrei ebbero un notevole sviluppo urbanistico. Asmara divenne un laboratorio d'urbanistica d'avanguardia.
In una regione africana caratterizzata da differenze etniche, linguistiche e religiose, i Governatori italiani riuscirono a mantenere una notevole stabilità ed ordine pubblico.
Benito Mussolini cambiò il rapporto tra gli Italiani e la popolazione locale dopo la creazione dell'Impero nel 1936, tentando di assimilare alla sua ideologia specialmente gli Àscari per motivi militari. Infatti le migliori truppe coloniali italiane furono gli Ascari eritrei, secondo le dichiarazioni dello stesso Maresciallo d'Italia Rodolfo Graziani e di Amedeo Guillet.
Partendo il 3 ottobre 1935 dalle basi dell'Eritrea, l'Etiopia venne conquistata dalle truppe italiane, e il 9 maggio 1936 tutte le colonie italiane del corno d'Africa furono unificate nell'Africa Orientale Italiana (AOI). L'Eritrea italiana entrò a far parte dell'AOI sotto un Governatore con sede ad Asmara ed un territorio ampliato con territori settentrionali abissini, anche come compenso per l'aiuto nella conquista dell'Etiopia dato al Regno d'Italia da oltre 60 000 Àscari eritrei.
L'Eritrea fu scelta dal governo italiano come sede delle industrie nell'Africa Orientale Italiana, particolarmente nel settore metalmeccanico. Vi era anche un piccolo cantiere navale a Massaua. Alcune fabbriche di munizioni e di armamenti ebbero sede ad Asmara e servirono per la conquista dell'Etiopia nel 1935-1936.
La lingua ufficiale era la lingua italiana, mentre la moneta usata fu il Tallero d'Eritrea fino al 1921 e successivamente la Lira dell'Africa Orientale Italiana.

### Sviluppo di Asmara

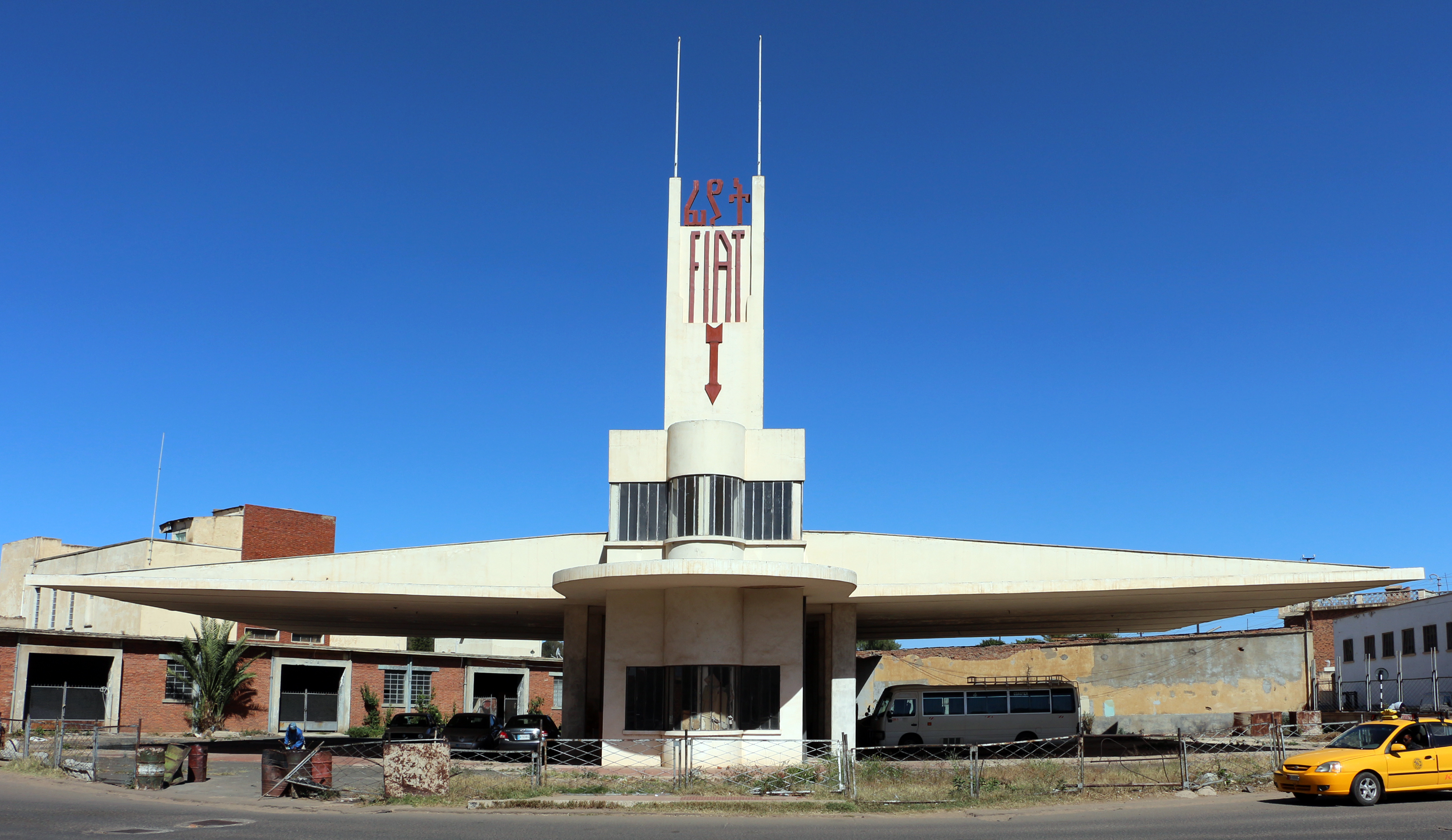
La stazione di servizio, in stile futurista, "Fiat Tagliero", costruita ad Asmara nel 1938

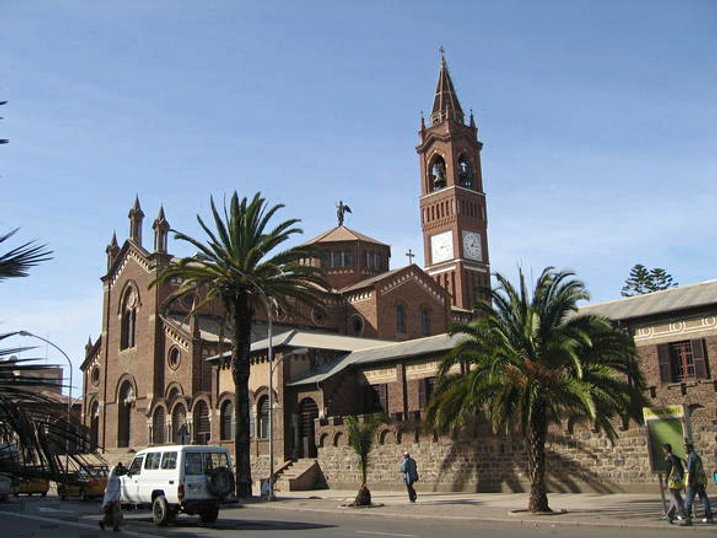
Chiesa della Beata Vergine del Rosario (Asmara), costruita dagli Italiani nel 1923

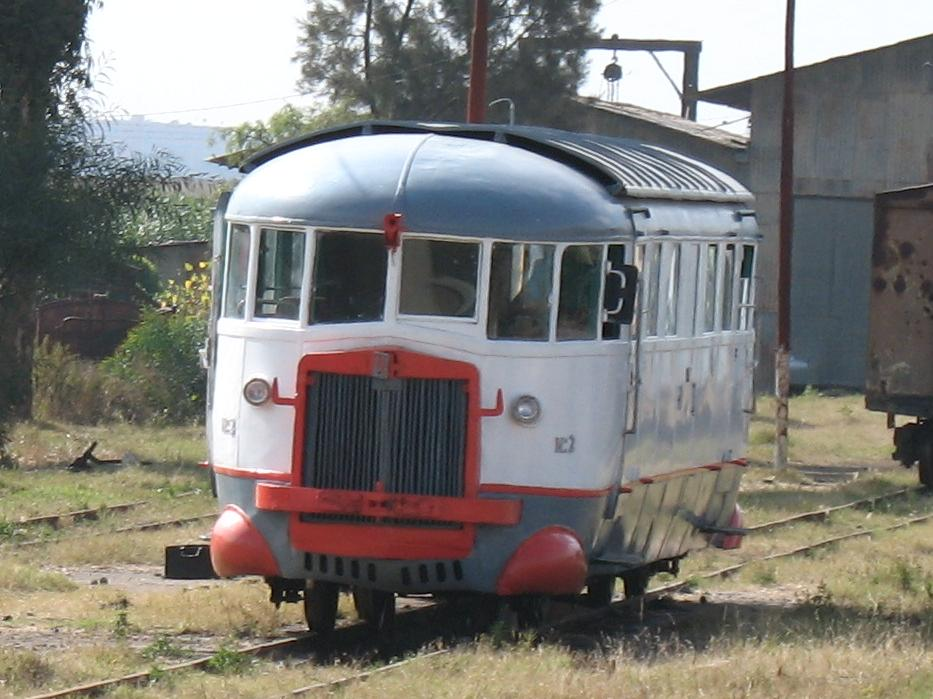
Littorina FIAT di epoca fascista, in servizio sulla tratta ferroviaria Asmara-Massaua

La massima estensione dell'Eritrea fu raggiunta durante l'Impero italiano (1936-1941), quando territori settentrionali dell'Etiopia furono assegnati all'Eritrea come compenso per l'aiuto fornito dagli "Àscari" eritrei nella conquista italiana dell'Etiopia

Occupata nel 1889, Asmara divenne capitale dell'Eritrea italiana nel 1897, principalmente per il suo clima favorevole all'insediamento di europei, essendo situata a circa 2 300 metri sul livello del mare.
Asmara era popolata nella prima metà del Novecento da una numerosa comunità italiana: la città aveva un aspetto tipicamente italiano negli anni trenta e quaranta. Del resto allo scoppio della seconda guerra mondiale Asmara era l'unica capitale africana con la maggioranza della popolazione costituita da europei. Oggi Asmara è conosciuta per la sua architettura in stile "Art déco" e "Fascista anni quaranta": le Nazioni Unite la considerano "World Heritage center".
Asmara vanta edifici come l'"Art Deco" Cinema Impero, la "Cubista" Pensione Africa, l'eclettica chiesa ortodossa Tewahdo, il teatro dell'Opera, la costruzione "futurista" Fiat Tagliero, la "neoromanica" Cattedrale di Asmara ed il "neoclassico" Palazzo del Governatore. La città è piena di ville e mansioni in stile "coloniale italiano". Gran parte della città di Asmara fu creata tra il 1936 ed il 1941, in soli cinque anni.
Le comunicazioni di Asmara furono potenziate con la creazione di un aeroporto internazionale (servito anche dalla famosa Linea dell'Impero), di una moderna strada asfaltata per Addis Abeba (detta "Via dell'Impero"), di una efficiente ferrovia per Massaua e finanche di una Teleferica, che all'epoca era il più lungo impianto trifune del mondo.
Asmara aveva una popolazione di 98 000 abitanti, dei quali 53 000 erano Italiani, secondo il censimento del 1939. Questo fatto rese Asmara la principale città "italiana" nell'Africa Orientale Italiana. In tutta l'Eritrea vi erano 75 000 Italiani in quell'ultimo anno di pace prima della seconda guerra mondiale.
L'inizio del conflitto mondiale bloccò la fioritura industriale ed economica di Asmara (ed anche di Massaua e Keren). L'attacco inglese della primavera 1941 arrecò gravi danni alle infrastrutture industriali dell'Eritrea italiana.
Dopo l'occupazione inglese vi furono episodi di guerriglia italiana fino all'estate 1943, che vide protagonisti personaggi come Amedeo Guillet. La resa dell'Italia nel settembre 1943 vide l'inizio dello smantellamento di molte industrie eritree da parte degli inglesi.

### Fine della colonia italiana
L'esercito inglese sconfisse gli Italiani nella primavera del 1941 dopo la sanguinosa battaglia di Cheren ed occupò tutta l'Eritrea italiana, mettendola sotto amministrazione militare fino al 1949. La prima cosa che fecero gli Alleati fu smantellare il sistema industriale eritreo come bottino di guerra. Finanche la ferrovia Asmara-Massaua fu smantellata e spedita parzialmente in Sud Africa. La stessa fine fece la teleferica che collegava Asmara con il Mar Rosso.
Nel 1949 divenne protettorato britannico, avendo l'ONU bocciato per un voto una amministrazione fiduciaria all'Italia fino all'indipendenza. Nel 1952 l'Eritrea fu consegnata ufficialmente all'Etiopia, formalmente come paese federato, provocando l'inizio dell'esodo della comunità italiana dall'Eritrea.
Ancora nel 1949 la popolazione di Asmara era di 127 579 abitanti di cui 17 183 italiani, ma il loro numero si andò assottigliando negli anni 1950. Nel 1975, con l'inizio dei conflitti tra gli indipendentisti eritrei e l'Etiopia, il governo italiano istituì un ponte aereo per portare a Roma quasi tutti i membri della comunità italiana di Asmara.
Vivono in Eritrea circa 700 italiani.

## Bandiera e stemma
La bandiera dell'Eritrea italiana fu, dal 1890 al 1941, uguale a quella del Regno d'Italia, ovvero il tricolore con lo scudo sabaudo. Lo stemma della colonia invece era uno scudo troncato con leone passante di rosso.

## Lingua ufficiale
La lingua ufficiale era l'italiano. Parlate dalla popolazione erano il tigrino e l'arabo.

## Moneta
Inizialmente in Eritrea e Somalia circolavano sia il tallero di Maria Teresa che il birr etiope. Dal 1890 venne coniato a Roma il tallero d'Eritrea, diviso in 5 lire, che affiancò le precedenti monete senza trovare il favore della popolazione locale, come il tallero italicum coniato nel 1918. Con l'annessione all'AOI, la moneta ufficiale per tutte le colonie del Corno d'Africa divenne la lira dell'Africa Orientale Italiana.